# Флавиан (Сорокин)
Епи́скоп Флавиа́н (в миру Геннадий Дмитриевич Сорокин; 17 августа 1882, Кострома — 10 ноября 1937, Уссурийск) — епископ Русской православной церкви, епископ Венёвский, викарий Тульской епархии.

## Биография
Окончил историко-филологический факультет Московского университета.
В 1919—1920 годы состоял преподавателем Костромской мужской гимназии.
10 декабря 1920 года становится секретарём митрополита Крутицкого Евсевия (Никольского).
20 декабря 1920 года на Троицком Патриаршем подворье митрополитом Крутицким Евсевием (Никольским) был пострижен в монашество с именем Флавиан. Состоял в числе братии Златоустовского монастыря в Москве. 1 января 1921 года рукоположен в сан иеродиакона. 18 июня того же года рукоположен в сан иеромонаха.
16 января 1923 года арестован и находился в Бутырской тюрьме. Обвинялся в «произнесении антисоветских проповедей, недонесение на иеромонаха Златоустовского монастыря Аркадия, у которого были найдены церковные вещи, неизвестно кому принадлежащие». 25 июня 1923 года был освобождён из заключения.
14 февраля 1924 года хиротонисан во епископа Котельнического, викарий Вятской епархии.
Тогда же епископу Флавиану (Сорокину) было поручено временное управление Ижевским викариатством Сарапульской епархии с тем, чтобы он временно переехал в Ижевск. Приехав в Ижевск, не разобравшись в здешних делах и, видимо, поддавшись влиянию иером. Аркадия (Григорьева), еп. Флавиан в марте 1924 года распорядился прекратить в церквах Ижевска поминовение еп. Алексия как епархиального архиерея, приказал ижевскому духовенству и мирянам не подчиняться еп. Алексию, а в Патриархию послал жалобу на еп. Алексия, обвиняя его в принадлежности «Живой Церкви». Этот доклад еп. Флавиана, а также объяснение еп. Алексия рассматривались в ноябре 1924 года судом епископов под председательством митрополита Крутицкого Петра (Полянского) и следствием этого суда над еп. Алексием была следующая резолюция Святейшего Патриаха: «Прощаю и вторично напоминаю Ижевцам, что Епископ Алексий состоит с
нами в каноническо-молитвенном общении».
Однако еп. Флавиан не подчинился и этой патриаршей резолюции и, по требованию гражданских властей уехав в Котельнич, приказал никому, кроме него не подчиняться. В результате этих распоряжений еп. Флавиана перестали поминать еп. Алексия также в Александро-Невском соборе и в Троицкой церкви г. Ижевска.
С 14 декабря 1927 года — епископ Балашовский, викарий Саратовской епархии.
С 18 декабря 1928 года — епископ Венёвский и управляющий Тульской епархией.
22 ноября 1933 года арестован.
13 февраля 1934 года приговорён к 5 годам ИТЛ.
8 мая 1937 года был арестован в лагере и приговорён к расстрелу. Расстрелян 10 ноября того же года.